# Gentex (standard)
Gentex är en internationell standard (ITU F.20) för förmedling av telegram över telexnätet. Den ersätter fasta telegrafförbindelser mellan stationerna och innebär i stället att den telegrafstation som sänder telegrammet kopplar sig direkt till den mottagande stationen och överför telegrammet med en fjärrskrivmaskin.
Den första officiella gentextrafiken infördes 1956 mellan Nederländerna, Schweiz, Västtyskland och Österrike. Sverige införde på prov gentexexpedition med Nederländerna 1960. 1963 beslutade de nordiska länderna att införa gentexexpedition sinsemellan .